# Josep Morera i Mestre
Josep Morera i Mestre (Igualada, 2 de novembre de 1880 – Barcelona, 20 d'octubre de 1936) va ser un advocat i polític català.
Josep Morera era fill d'una família catòlica i relativament benestant: el seu pare era un espardenyer pròsper i, a més d'una casa al carrer de la Soledat, la família posseïa cases i peces de terra a la Pobla i a la Torre de Claramunt. Va estudiar el batxillerat als Escolapis i va llicenciar-se en Dret en la Universitat de Barcelona el 1905.

## El polític
Era catalanista i va ingressar com a soci al Centre Autonomista d'Igualada, inaugurat el 25 de març de 1905. Uns anys més tard va ser, també, vicepresident i després president de l'Ateneu Igualadí de la Classe Obrera (1912-1915), on va esmerçar-se en el sanejament econòmic i la catalanitat de l'entitat i en la celebració del seu cinquantè aniversari.
Antoni Carner va deixar-ne escrita una evocació: […] Era un hombre de leyes, pero no un leguleyo; culto, pero sin el empaque del erudito; comprensivo, sin claudicaciones; transigente, sin cobardía; patriota, sin chauvinismo; patriarcal, pero no rutinario; irónico, pero nunca mordaz. Alma de artista y, a la vez, hombre práctico y bon vivant, era capaz de emprender un viaje para admirar un arco románico, pero sin olvidar el hostal donde se guisaba con mayor arte una liebre o una perdiz. Tenía resabios de verdadero señor por su jerarquía moral e intelectual, desdeñoso ante el halago del dinero y el aplauso de la masa, pero era también demócrata en el mejor, en el más helénico sentido de la palabra […] Fué, en suma, un hombre inteligente y honrado, dos virtudes que raramente se encuentran en una misma persona… Ramon Solsona va afirmar: Por su talento, por su sentido político, por su ponderación, fue la cabeza visible del catalanismo local.
Va ser el principal dirigent igualadí de la Lliga Regionalista de Catalunya i l'home de confiança de Francesc Cambó a la comarca. Va ser membre de la junta consultiva de Joventut Nacionalista d'Igualada (1918), fundador i primer president del Casal Nacionalista d'Igualada (1922) i membre de la comissió d'acció política del Casal Català d'Igualada (1933). Va ser regidor de l'Ajuntament d'Igualada, primer en el període 1913-1916 ―en què formava part del Bloc Anticaciquista i va ocupar algun moment l'alcaldia accidental―; i després de les eleccions del 15 de gener de 1934, en què va ser el cap de la minoria conservadora d'Unió Ciutadana. Abans, en les eleccions del 12 d'abril de 1931 també havia sortit elegit, però el canvi de règim ―amb la proclamació de la República― va implicar l'anul·lació de les votacions. I després, durant el bienni negre, i a partir del 16 d'octubre de 1934, va acceptar ser membre de la polèmica Comissió Gestora Municipal que va designar l'autoritat militar. Amb posterioritat a les eleccions del 16 de febrer de 1936, va ser reposat formalment en el càrrec. Ell, però, ja s'havia promès que mai més no tornaria a ocupar el càrrec de regidor municipal.
En aquesta llarga etapa política, Josep Morera va ser assidu i principal animador de diverses tertúlies, que tenien lloc a l'Ateneu Igualadí, al Casino d'Igualada i, sobretot, a Ca l'Oranies, la seu de la Lliga Regionalista, a la Rambla.

## L'advocat
Morera va ser sobretot advocat. Era l'home de lleis de referència de la ciutat i l'any 1907 i següents va ser jutge municipal suplent. Va ser l'advocat del Centre Gremial, de la Federació Patronal d'Igualada (l'abril de 1921) i finalment de la Lliga Econòmica, entitat de la qual dirigia la Secció Jurídica.
Coneixia bé el món rural de la comarca i durant quinze anys va ocupar càrrecs directius en les entitats agràries de la ciutat. Ja el maig de 1913, i amb un text que portava per títol «Associació Agrícola en general», va ser ponent del XVI Congrés de la Federació Agrícola Catalano-Balear, dedicat a l'associacionisme agrari. Posteriorment, va ser vocal de la junta directiva de la Cambra Agrícola d'Igualada entre el 1919 i el 1931, any en què va esdevenir-ne vicepresident, càrrec que va ocupar fins al 1934. També va ser soci de l'Institut Agrícola Català de Sant Isidre (1932) i membre del jurat mixt de la propietat a Igualada. En temps de la República (desembre de 1934), quan va constituir-se l'associació de propietaris rurals de la comarca d'Igualada que va adoptar el nom d'Acció Agrícola, ell va ser-ne membre de la junta directiva. També era soci del Centre Catòlic i el setembre de 1934 va presidir la Mútua Escolar Igualadina, creada per garantir la continuïtat de la tasca pedagògica dels Escolapis en el temps de la República.
Pel que fa a l'àmbit periodístic, va ser col·laborador i redactor de diversos periòdics locals: Nova Llevor (1905), Pàtria (1906-1910), els humorístics Gatzara (1910) i Jovent (1910-1911), L'Ateneu (1911), Actuació (1919-1921) i L'Eco d'Igualada (1920-1924). Ja al final de la seva vida, també va ser assessor i va col·laborar alguna vegada al Diari d'Igualada (1931-1936).

## La Guerra Civil
A l'inici de la Guerra Civil, va prendre consciència del perill que corria la seva vida, tant per la seva significació ciutadana com per la seva ideologia política i per la seva condició d'advocat de la patronal igualadina. Així, se'n va anar fins al Mas Françó (Argençola) i al cap de pocs dies, va fugir cap a Barcelona, on va restar amagat durant uns quants mesos. Però el dia 8 d'octubre de 1936, quan passejava pels voltants de la plaça de Catalunya, va ser reconegut per un grup de milicians igualadins. El cadàver de Morera va ser trobat a la carretera entre Pallejà i els Quatre Camins uns dies després. La notícia de la seva mort va causar una gran commoció entre tots els qui l'havien conegut i en Francesc Cambó ho explica així: M’arriba avui la llista de les persones que els rojos han assassinat a Igualada. És horrible, horrible! Tot el que hi havia de millor a aquella ciutat ja no existeix. I entre la llista de les víctimes, els homes de la Lliga, els militants, hi són en majoria. N'hi ha molts i els millors: En Morera Mestre; bon amic, català de cor; home de grans aptituds per a funcions de govern, figura entre les víctimes. Era el meu braç dret en aquella comarca...